# Greyfriars Bobby

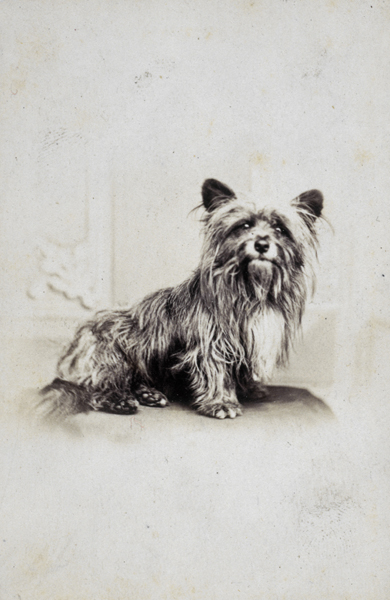
Bobby (ok. 1865)

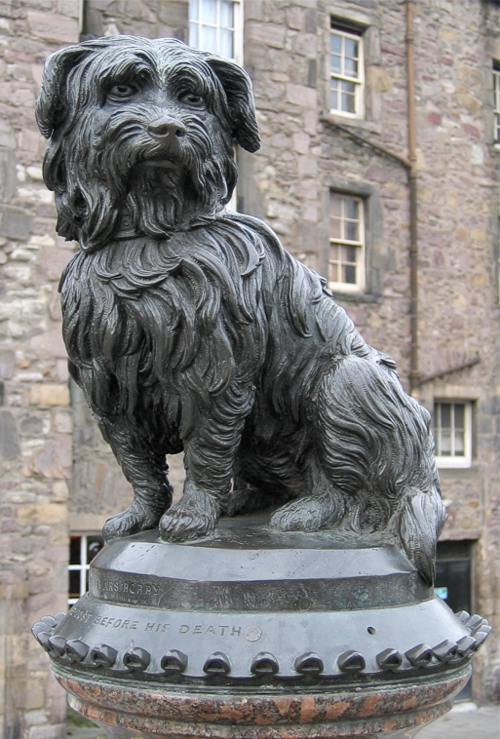
Pomnik Bobby'ego w Edynburgu

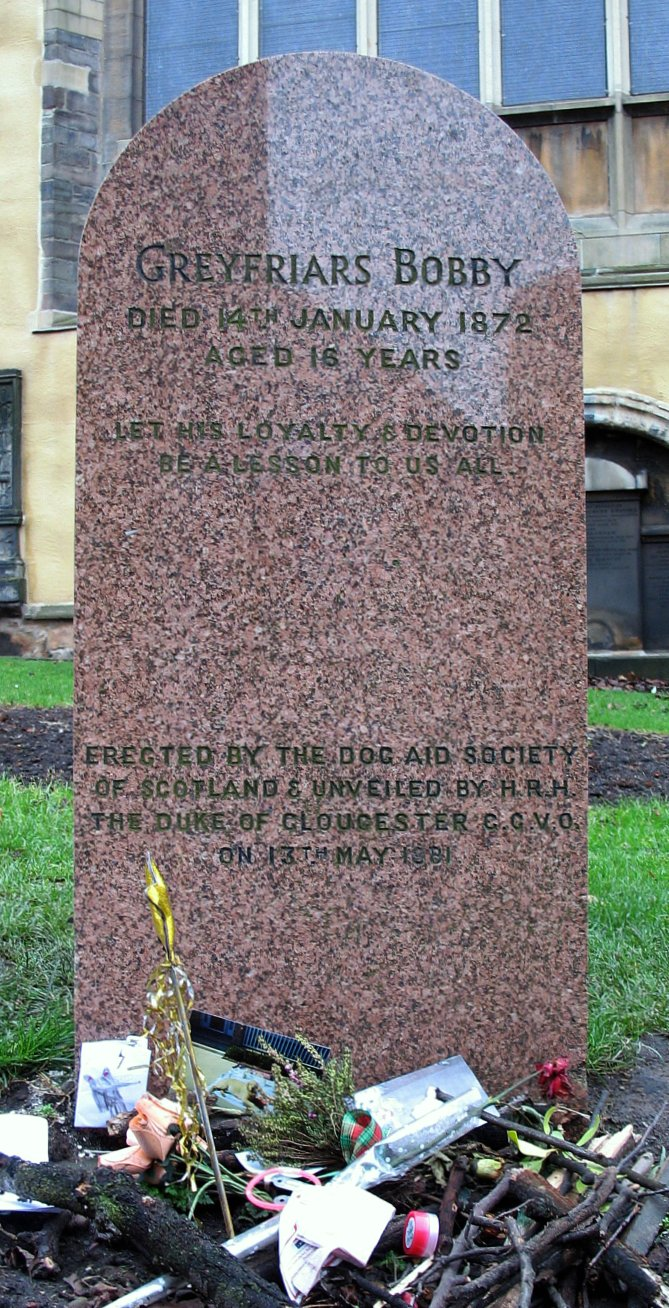
Kamień upamiętniający miejsce spoczynku psa, ufundowany w 1981

Greyfriars Bobby (ur. ok. 1856, zm. 14 stycznia 1872) – pies rasy skye terrier, który czuwał przez niemal 14 lat przy grobie swego właściciela Johna Graya w Edynburgu. Jego postać została upamiętniona w formie pomnika i płyty, pojawia się także w książkach, filmach, oraz grach komputerowych.

## Historia psa i jego pana
John Gray był ogrodnikiem, który zamieszkał z żoną i synem w Edynburgu. Ponieważ nie mógł znaleźć pracy jako ogrodnik, zatrudnił się na policji jako konstabl. Stróżował w nocy, a pomagał mu w tym pies Bobby, którego nabył w tym celu. John Gray zmarł na gruźlicę 5 lutego 1858 (Bobby miał wtedy dwa lata) i został pochowany na przykościelnym cmentarzu Greyfriars Kirkyard. Dzień po pogrzebie pies pojawił się przy grobie pana i pilnował go przez niemal 14 lat, aż do swojej śmierci w styczniu 1872. Opiekun cmentarza, James Brown, początkowo bezskutecznie próbował pozbyć się psa, ale później zaakceptował jego obecność, karmił go, a nawet zapewnił mu schronienie przy grobie Graya. Pies stał się znany, a jego postawa budziła podziw wśród mieszkańców miasta.
W 1867 władze Edynburga wprowadziły obowiązkowe podatki od psów, a psy bez opłaconego podatku były usypiane. Sir William Chambers, Lord Provost Edynburga, będący miłośnikiem psów, opłacił podatek za Bobby'ego i zakupił dla niego obrożę, która przetrwała do dziś i obecnie znajduje się w Muzeum Edynburga.
Pies został pochowany w bramie cmentarza, niedaleko grobu swego pana.

## Posąg i płyta nagrobna
Mieszkańcy Edynburga postanowili uczcić niezwykłego psa. Baronowa Angelia Georgina Burdett-Coutts, która odwiedzała psa wielokrotnie w 1871, wzruszona jego wiernością, opłaciła granitową fontannę z posągiem Bobby'ego, wykonanym przez Williama Brody'ego. Oryginalna statua trafiła do zbiorów Muzeum Edynburga, a na rogu Edinburgh's Candlemaker Row i George IV Bridge znajduje się (nieczynna) fontanna z kopią posągu.
Miłośnicy psa z Ameryki ufundowali płytę nagrobną z czerwonego granitu poświęconą Johnowi Grayowi, natomiast Szkockie Towarzystwo Pomocy Psom na cmentarzu przy Greyfriars Kirk postawiło 13 maja 1981 płytę upamiętniającą jego psa, także wykonaną z czerwonego granitu.

## Książki i filmy oparte na historii Bobby'ego
Eleanor Atkinson napisała książkę Greyfriars Bobby, wydaną w 1912, przedstawiającą (w ubarwiony sposób) losy Bobby'ego i jego pana. Tytuł polskiego tłumaczenia książki: Bobik od Franciszkanów. W oparciu o nią powstał w 1961 film Greyfriars Bobby: The True Story of a Dog.
John Mackay napisał książkę The Illustrated True Story of Greyfriars Bobby.
W Wielkiej Brytanii pojawił się w 2006 w kinach film The Adventures of Greyfriars Bobby, oparty częściowo na historii Bobby'ego, w którym wystąpili Oliver Golding oraz Christopher Lee (znany też pod tytułem Greyfriars Bobby, a w Polsce jako Bobby, bohaterski psiak).